# Финале УЕФА Лиге Европе 2015.
Финале УЕФА Лиге Европе 2015.  је била финална утакмица УЕФА Лиге Европе 2014/15, 44. сезоне европског секундарног клупског фудбалског турнира у организацији УЕФА, и шесте сезоне откако је из Купа УЕФА преименована у Лигу Европе УЕФА. Играно је на Националном стадиону у Варшави, у Пољској, 27. маја 2015, између украјинског Дњепра Дњепропетровска и носиоца титуле, шпанске Севиље. Севиља је победила у мечу са 3–2 за рекордну четврту титулу.
Као победник, Севиља је стекла право да игра против победника УЕФА Лиге шампиона 2014/15, Барселоне, у УЕФА Суперкупу 2015. Штавише, по први пут је место у УЕФА Лиги шампиона резервисано за победнике УЕФА Лиге Европе, што значи да се Севиља аутоматски квалификовала за УЕФА Лигу шампиона 2015/16, упркос томе што се није квалификовала кроз своју позицију у домаћој, шпанској, лиги. Улазак у групну фазу им је био загарантован, пошто су се финалисти Лиге шампиона 2015. (Јувентус и Барселона) већ квалификовали за групну фазу преко својих домаћих лига и стога се место у групној фази резервисано за носиоце титуле Лиге шампиона не користи.

## Пут до финала
Напомена: У свим доле наведеним резултатима прво се даје резултат финалисте (д: код куће; г: у гостима).
| Дњипро Дњипропетровск        | Дњипро Дњипропетровск        | Дњипро Дњипропетровск        | Дњипро Дњипропетровск        | Коло                  | Севиља                       | Севиља                       | Севиља                       | Севиља                       |
| ---------------------------- | ---------------------------- | ---------------------------- | ---------------------------- | --------------------- | ---------------------------- | ---------------------------- | ---------------------------- | ---------------------------- |
| Лига шампиона                | Лига шампиона                | Лига шампиона                | Лига шампиона                |                       | Лига Европе                  | Лига Европе                  | Лига Европе                  | Лига Европе                  |
| Противник                    | Скор                         | 1. ута                       | 2. ута                       | Квалификације ЛШ и ЛЕ | Противник                    | Скор                         | 1. ута                       | 2. ута                       |
| Копенхаген                   | 0–2                          | 0–0 (д)                      | 0–2 (г)                      | Треће коло ЛШ         | Слободна                     | Слободна                     | Слободна                     | Слободна                     |
| Лига Европе                  |                              |                              |                              |                       | Слободна                     | Слободна                     | Слободна                     | Слободна                     |
| Хајдук Сплит                 | 2–1                          | 2–1 (д)                      | 0–0 (г)                      | Плеј-оф               | Слободна                     | Слободна                     | Слободна                     | Слободна                     |
| Противник                    | Резултат                     | Резултат                     | Резултат                     | Групна фаза           | Противник                    | Резултат                     | Резултат                     | Резултат                     |
| Интер Милан                  | 0–1 (д)                      | 0–1 (д)                      | 0–1 (д)                      | Дан утакмице 1        | Фајенорд                     | 2–0 (д)                      | 2–0 (д)                      | 2–0 (д)                      |
| Сент Етјен                   | 0–0 (г)                      | 0–0 (г)                      | 0–0 (г)                      | Дан утакмице 2        | Ријека                       | 2–2 (г)                      | 2–2 (г)                      | 2–2 (г)                      |
| Карабаг                      | 0–1 (д)                      | 0–1 (д)                      | 0–1 (д)                      | Дан утакмице 3        | Стандард Лијеж               | 0–0 (г)                      | 0–0 (г)                      | 0–0 (г)                      |
| Карабаг                      | 2–1 (г)                      | 2–1 (г)                      | 2–1 (г)                      | Дан утакмице 4        | Стандард Лијеж               | 3–1 (д)                      | 3–1 (д)                      | 3–1 (д)                      |
| Интер Милан                  | 1–2 (г)                      | 1–2 (г)                      | 1–2 (г)                      | Дан утакмице 5        | Фајенорд                     | 0–2 (г)                      | 0–2 (г)                      | 0–2 (г)                      |
| Сент Етјен                   | 1–0 (д)                      | 1–0 (д)                      | 1–0 (д)                      | Дан утакмице 6        | Ријека                       | 1–0 (д)                      | 1–0 (д)                      | 1–0 (д)                      |
| Група Ф друго место (Дњепро) | Група Ф друго место (Дњепро) | Група Ф друго место (Дњепро) | Група Ф друго место (Дњепро) | Позиција у групи      | Група Г друго место (Севиља) | Група Г друго место (Севиља) | Група Г друго место (Севиља) | Група Г друго место (Севиља) |
| Противник                    | Скор                         | 1. ута.                      | 2. ута.                      | Нокаут фаза           | Противник                    | Скор                         | 1. ута.                      | 2. ута.                      |
| Олимпијакос                  | 4–2                          | 2–0 (д)                      | 2–2 (г)                      | Шеснаестина финала    | Борусија                     | 4–2                          | 1–0 (д)                      | 3–2 (г)                      |
| Ајакс                        | 2–2 (a)                      | 1–0 (д)                      | 1–2 (п. с. н.) (г)           | Осмина финала         | Виљареал                     | 5–2                          | 3–1 (г)                      | 2–1 (д)                      |
| Бриж                         | 1–0                          | 0–0 (г)                      | 1–0 (д)                      | Четвртфинале          | Зенит                        | 4–3                          | 2–1 (д)                      | 2–2 (г)                      |
| Наполи                       | 2–1                          | 1–1 (г)                      | 1–0 (д)                      | Полуфинале            | Фјорентина                   | 5–0                          | 3–0 (д)                      | 2–0 (г)                      |

## Утакмица

### Детаљи
| Дњепро                 | 2 : 3    | Севиља                       |
| ---------------------- | -------- | ---------------------------- |
| Калинић 7’ · Ротан 44’ | Извештај | Криховјак 28’ · Бака 31’ 73’ |

| Дњепро | Севиља |

| GK               | 71 | Денис Бојко               |       |     |
| RB               | 44 | Артем Андрејевич Федецки  |       |     |
| CB               | 23 | Даглас Силва Баселар      |       |     |
| CB               | 14 | Јевхен Чеберјачко         |       |     |
| LB               | 12 | Лео Матос                 | 83’   |     |
| DM               | 7  | Џаба Канкава              | 17’   | 85’ |
| DM               | 25 | Валериј Федорчук          |       | 68’ |
| RW               | 99 | Матеус Леите Насименто    |       |     |
| AM               | 29 | Руслан Ротан (c)          | 75’   |     |
| LW               | 10 | Јевхен Конопљанка         |       |     |
| CF               | 9  | Никола Калинић            | 45+2’ | 78’ |
| Резервни играчи: |    |                           |       |     |
| GK               | 16 | Јан Лаштувка              |       |     |
| DF               | 2  | Александу Влад            |       |     |
| MF               | 19 | Роман Безус               | 70’   | 68’ |
| MF               | 20 | Бруно Гама                |       |     |
| MF               | 24 | Валериј Лучкевич          |       |     |
| MF               | 28 | Јевген Јевгенијович Шахов |       | 85’ |
| FW               | 11 | Јевген Селезниов          |       | 78’ |
| Менаџер:         |    |                           |       |     |
| Мирон Маркевич   |    |                           |       |     |

| GK               | 29 | Серхио Рико            |       |     |
| RB               | 22 | Алеш Видал             |       |     |
| CB               | 6  | Данијел Карисо         | 62’   |     |
| CB               | 15 | Тимоте Колоџејчак      |       |     |
| LB               | 2  | Беноит Тремулина       |       |     |
| DM               | 25 | Стефан Мбиа            |       |     |
| DM               | 4  | Гжегож Криховјак       | 45+2’ |     |
| RW               | 10 | Хосе Антонио Рејес (c) |       | 58’ |
| AM               | 19 | Евер Банега            |       | 89’ |
| LW               | 20 | Витоло                 |       |     |
| CF               | 9  | Карлос Бака            | 74’   | 82’ |
| Резервни играчи: |    |                        |       |     |
| GK               | 13 | Бето                   |       |     |
| DF               | 3  | Фернандо Наваро        |       |     |
| DF               | 5  | Диоги Фигереш          |       |     |
| DF               | 23 | Коке                   |       | 58’ |
| MF               | 12 | Висенте Ибора          |       | 89’ |
| MF               | 17 | Денис Суарез           |       |     |
| FW               | 7  | Кевин Гемро            |       | 82’ |
| Менаџер:         |    |                        |       |     |
| Унаи Емери       |    |                        |       |     |

| Играч утакмице: Евер Банега (Севиља) Помоћне судије: Мајк Муларки (Енглеска) Стивен Чајлд (Енглеска) Четврти судија: Павел Краловец (Чешка) Додатне помоћне судије: Ентони Тејлор (Енглеска) Андре Маринер (Енглеска) Пети помоћни судија: Џејк Колин (Енглеска) | Правила - Игра се 90 минута - У случају нерешеног играју се продужици 30 минута - Приступа се извођењу једанаестераца ако је резултат и даље изједначен - Седам именованих резервних играча - Максимално три замене |

| Освајач Лиге Европе 2014/15. |
| ---------------------------- |
| ФК Севиља 4. трофеј          |